# Psylla xiaguanli
Psylla xiaguanli är en insektsart som beskrevs av Yang och Li 1984. Psylla xiaguanli ingår i släktet Psylla och familjen rundbladloppor. Inga underarter finns listade i Catalogue of Life.